# Jardins de l'antic Egipte

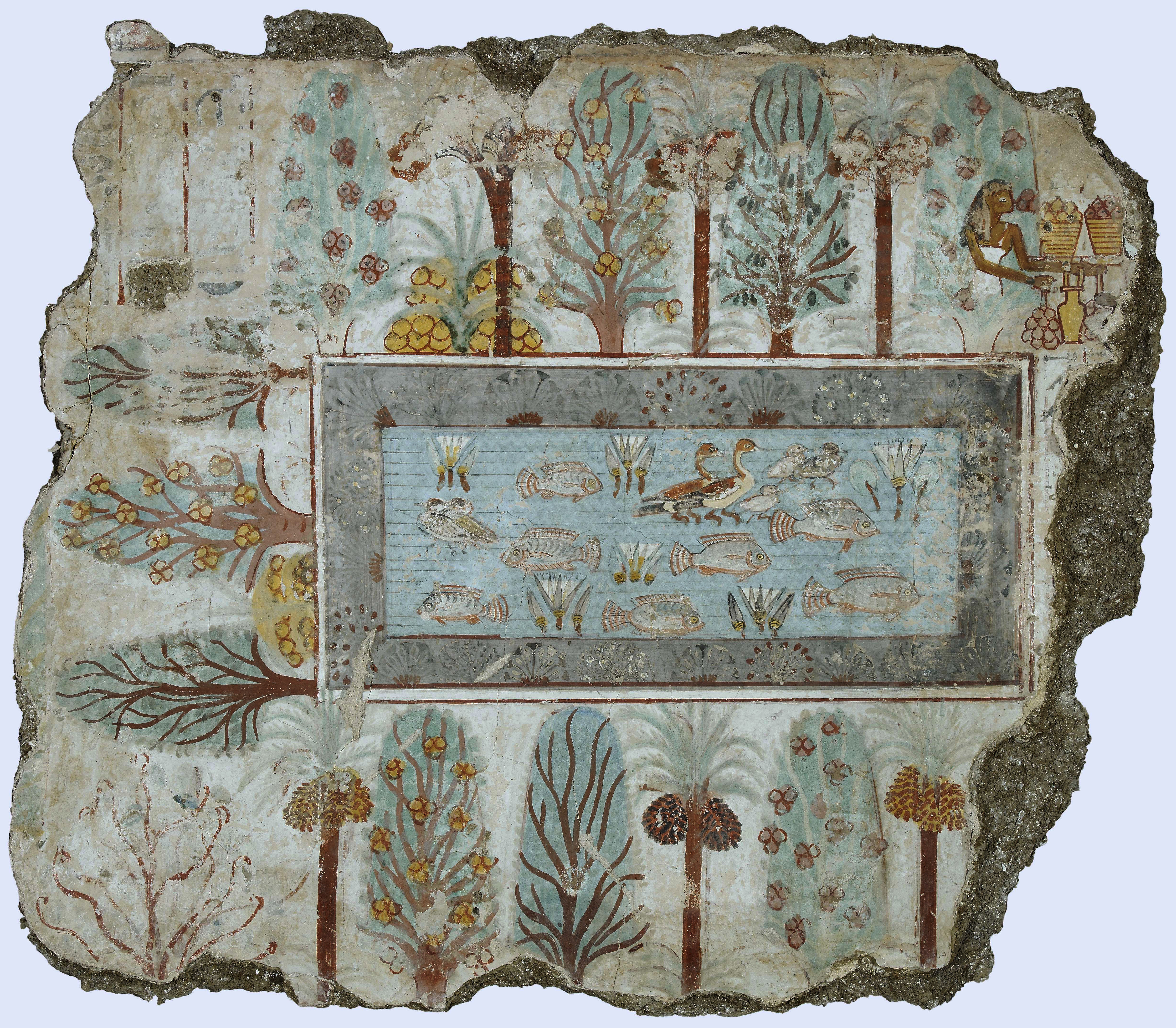
Estany de peixos rectangular amb ànecs i lotus plantats al voltant, palmeres datileres i arbres fruiters. Fragment d'un fresc de la Tomba de Nebamun, Tebes, Dinastia XVIII.

L'antic nom d'Egipte, anomenat Kemet o terra negra, deriva dels fèrtils llims negres dipositats per les inundacions del ric Nil. Aquesta terra fèrtil, que rep l'aigua gràcies a una extensa xarxa de dics i canals, constantment renovats, està dedicada principalment al cultiu dels cereals. A causa d'això, els arbres i les flors són escassos, motiu pel qual el jardí és contemplat com un verger on la flora es cuida amb la major atenció.
Els jardins de l'Antic Egipte van començar probablement com a senzills horts d'arbres fruiters i d'hortalisses, regats amb aigua del riu. A poc a poc, a mesura que el país prosperava, van evolucionar cap a jardins ornamentals, amb flors, estanys, senderes i arbres fruiters i d'ombra. Normalment el jardi egipci es disposava entorn d'un estany cobert de lotus i de papirs, plantes heràldiques de l'Alt Egipte i del Baix Egipte. Els temples, palaus i residències privades tenien els seus propis jardins. A vegades, es dipositaven en les tombes maquetes dels mateixos perquè els seus habitants poguessin gaudir-los en el més enllà.
Aquests jardins, simètrics i rígids, donen una idea de la civilització egípcia. Eren tan singulars que no admetien influències exteriors, ni tan sols de la propera Mesopotàmia i les seves paradeisos; per això es consideren les antípodes dels jardins asiàtics.

## Història

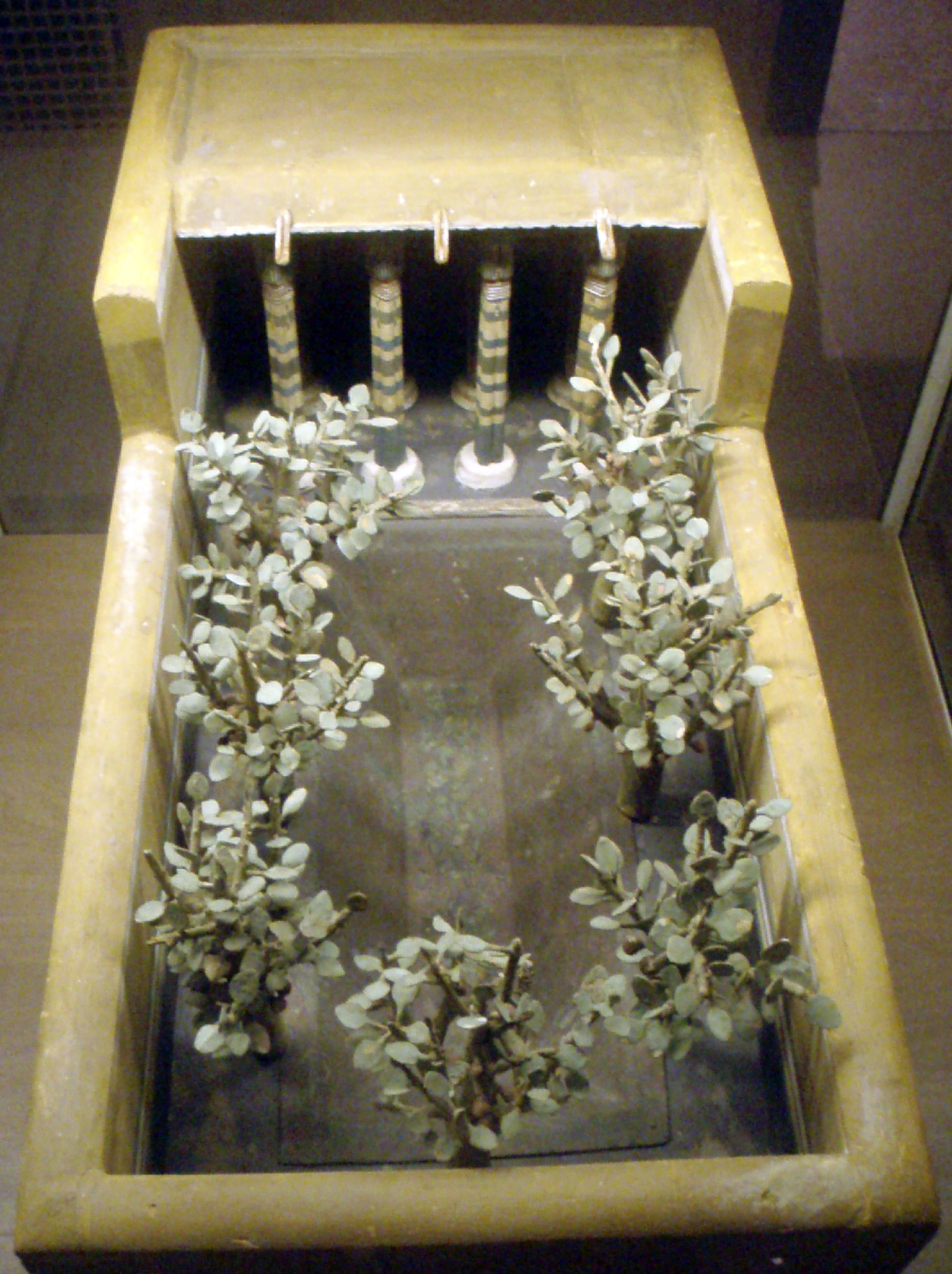
Maqueta funerària d'un jardí, datada de la dinastia XI d'Egipte, aproximadament 2009–1998 aC. Feta de fusta estucada i pintada, originària de Tebes.

Àfrica no només deu el seu reconeixement per haver estat l'origen de la humanitat, sinó que també és un dels llocs en els quals va començar la jardineria. A Egipte aquesta disciplina compta amb més de 5.000 anys d'antiguitat. La jardineria era un ofici molt ardu en l'Antic Egipte. Els jardins necessitaven un reg continu amb aigua transportada i elevada manualment. També requerien l'esbrossament de les males herbes i d'una atenció constant, incloent la reproducció artificial de la palmera datilera, la qual cosa requeria una gran habilitat. Així mateix, es feien grans esforços per evitar que els ocells es mengessin els cultius. En aquest sentit, es van idear enginyosos paranys per atrapar a les aus invasores.
La història i naturalesa dels jardins de l'antic Egipte, com en altres aspectes de la seva vida, depenia del Nil i de la seva xarxa de canals dels quals s'extreia l'aigua. Inicialment, aquesta es treia del riu mitjançant galledes de cuir i era portada a coll fins als jardins. Més tard, aproximadament a partir del segle IV a. C., l'aigua s'elevava des de pous mitjançant muntacàrregues amb contrapesos anomenats shadouf en àrab. Els primers horts consistien en parterres de sembra dividits en rectangles mitjançant murs de terra, de manera que l'aigua romania estancada i xopava el sòl. Aquests jardins pertanyien a temples o a residències, se situaven prop del riu o dels canals i el seu ús principal era el cultiu d'hortalisses. A principis de l'Imperi Nou van començar a formar part de residències més luxoses, i de vegades s'envoltaven amb un mur perimetral. Els jardins dels temples s'empraven per conrear determinades plantes usades en les seves cerimònies.

## Tipus

### En palaus
Els primers jardins en palaus van aparèixer a Egipte amb anterioritat a l'Imperi Mitjà. Eren de grans dimensions i es disposaven seguint patrons geomètrics. Els seus estanys eren enormes i nombrosos. En l'II mil·lenni aC., el llac del jardí del faraó Snefru era tan gran que en ell cabien vaixells desplaçats per vint remers.
Els faraons van ser, probablement, els primers a ordenar la construcció dels jardins. Sota els seus mandats es van dissenyar enormes passeigs adornats amb plantes, herbes i arbres fruiters portats de totes les regions limítrofes. Ells mateixos aportaven les plantes exòtiques que creixien en els seus camps i que, després, conreaven en els jardins dels seus temples i palaus.
Les plantes rares estaven de moda; tant és així que s'organitzaven expedicions dedicades, exclusivament, a la cerca de les espècies més exòtiques i llunyanes. Durant el regnat de la reina Hatxepsut de la XVIII dinastia, i de Ramsès III (1198-1166 aC.) es van utilitzar gerros per transportar fins a Egipte les noves espècies d'arbres i flors descobertes després de les conquestes de Líbia, Síria i Cyrenia. Hatxepsut va fer portar trenta-un arbres d'encens per adornar els seus jardins i terrasses. Tuthmosis III va fer pintar, en els murs del temple de les Festes de Karnak, les nombroses plantes que havia fet portar d'Àsia.

### Ornamentals
A principis de l'Imperi Nou, els jardins particulars o ornamentals es van convertir en una característica comuna de les residències luxoses. Els paisatgistes s'inspiraven en els Oasis i en el riu amb els seus lotus i les seves illes flotants de papirs. Els primers jardins individuals són, sens dubte, les construccions privades dels oasis artificials. Segons les pintures de les tombes de la Dinastia XVIII a Tebes (1552-1296 aC.), els dissenys dels jardins d'aquella època seguien un mateix patró. Es construïa una terrassa amb un estany central, normalment quadrat o rectangular, ple de peixos de colors, amb plantes aquàtiques i flors de lotus a l'aigua i envoltant les ribes. El seu jaç acabava en pendent i una escala lateral permetia que els jardiners poguessin recollir aigua per al reg. El conjunt es decorava amb nombroses estàtues i columnes. L'estany estava envoltat sovint per un mur perimetral o per una successió de columnes formant pèrgoles per on grimpava la vinya, decorats amb vistoses pintures de figures humanes i de fauna i flora, tals com a roselles i roses.
Al voltant de l'estany es disposaven files successives d'arbres. A poc a poc, aquestes plantacions van evolucionar i es van alinear perquè es facilités el reg de les aigües proporcionades pels canals. Les plantes es tallaven i plantaven cada vegada més hàbilment, amb la finalitat de que donessin ombra i fora més productiva i fàcil la recollida dels seus fruits. Per mitjà de les pintures murals se sap quin tipus de plantes es conreaven en aquests jardins: sicòmors, préssecs, palmeres datileres, figueres, magraners i tamarius, alternats amb parterres.

### En temples

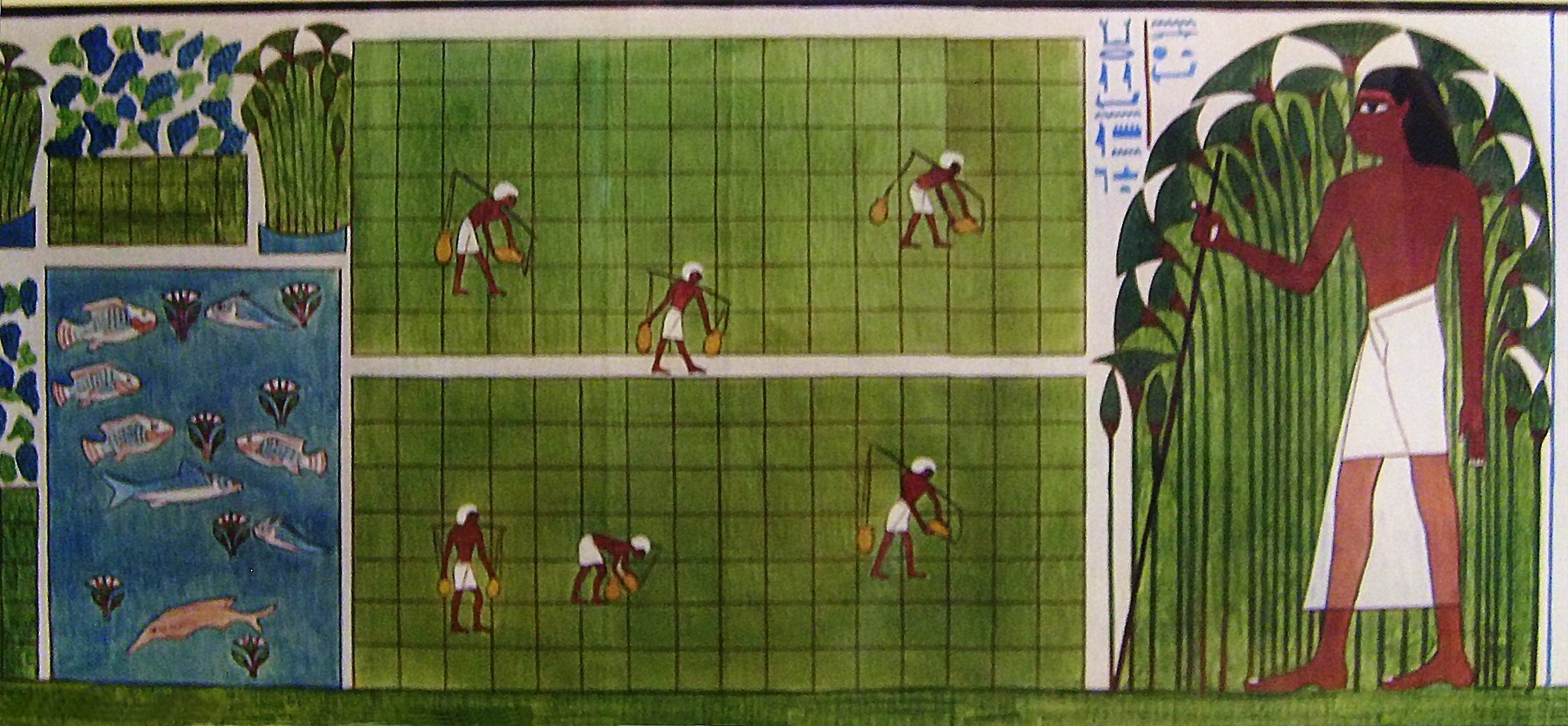
Jardins d'Amon del Temple de Karnak, pintura de la tomba de Nakh, el jardiner cap, principis del. (Reals Museus d'Art i Història, Brussel·les.)

Els temples tenien habitualment jardins molt extensos. El Temple d'Amon a Karnak va tenir vint-i-sis horts, juntament amb un primitiu jardí botànic, el qual albergava, segons una inscripció, "tota mena de belles flors i plantes exòtiques oposades a les divines terres que La seva Majestat ha conquistat."
Els salms escrits en les parets d'algunes tombes mostren que les cerimònies religioses se centraven en els cicles de la naturalesa i en els canvis de les estacions. Els jardins dels temples freqüentment tenien files de figueres i sicòmors (l'arbre sagrat a la deessa Athor), tamarius, salzes o palmeres. Les fileres d'arbres sovint s'estenien diversos quilòmetres connectant diversos temples entre si. Així mateix, els propis santuaris també posseïen en el seu recinte esplanades conreades amb arbres. Quan es plantaven lluny del riu, havien de cavar-se pous de fins a deu metres de profunditat per aconseguir l'aigua de reg. Durant el regnat d'Amenofis III, alguns temples es van consagrar a una deessa amb forma d'arbre, el tronc del qual era el cos i les branques, els braços. Es creia que aquesta deessa portava aigua als morts, sadollant la seva set.
Sovint els jardins dels temples eren la llar dels animals sagrats dels déus, com el ibis i el babuí. Les flors formaven part de les cerimònies religioses durant el culte al déu Amon. En aquests horts també es conreaven herbes medicinals i espècies com el comí, el marduix, l'anís i el coriandre.

### Funeraris
Els jardins funeraris eren maquetes en miniatura dels jardins domèstics que es dipositaven en les tombes. Normalment consistien en una petita casa quadrada o pavelló amb columnes de fusta, envoltats per un mur. En el seu interior hi havia un estany vorejat per una fila d'arbres. El seu aspecte s'assemblava als quioscs dels propis jardins, on l'amo jugava a les dames o es relaxava. Els morts se solien enterrar envoltats dels objectes que havien posseït en vida; per tant s'esperava que continuessin gaudint també dels seus jardins en el més enllà. En una tomba es va trobar una inscripció que deia: "Et passeges relaxadament per l'agradable riba del teu estany; el teu cor s'alegra amb els teus arbres i es refresca sota els teus sicòmors; està satisfet amb l'aigua dels pous que vas construir perquè duressin eternament."

## Elements

### Arbres i plantes
Els arbres dels jardins egipcis es destinaven a produir fruits i a proporcionar ombra. En els jardins d'Ineni, l'arquitecte del faraó Tuthmosis I (1504-1492 aC.), es van trobar fins a dinou espècies diferents d'arbres. El tamariu de flors rosàcies, l'acàcia i el salze eren els més comuns. El sicòmor (Ficus sycomorus) i el tamariu (Tamarix) es plantaven a vegades enfront dels temples, com en el Temple de Nebhepetra, de la Dinastia XI.
Els antics egipcis van conrear el sicòmor des de temps predinàstics, i en gran quantitat a partir de l'inici del III mil·lenni aC. Es creia que era l'antic Arbre de la vida egipci, plantat en el llindar entre la vida i la mort. Zohary i Hopf descriuen que "la fruita i la fusta, i a vegades fins i tot les branques, estan abundantment representades en les tombes dels Imperis Antic, Mitjà i Nou egipcis. Els sarcòfags d'algunes mòmies estan fetes amb la fusta d'aquest arbre.
Els arbres fruiters més comuns eren la palmera datilera, la figuera i la palmera dum (Crucifera thebaica). La persea es considerava sagrada, i es trobava tant en els jardins dels temples com en els residencials. El magraner es va introduir durant l'Imperi Nou, i era molt apreciat per la seva aroma i color. Altres fruits que es plantaven en els jardins eren el ginjoler, l'oliva i el presseguer.
Els vegetals es conreaven pel consum o per a les cerimònies. L'enciam romà es considerava sagrada i es relacionava amb [[[Min (déu)|Min]], el déu de la fertilitat, ja que es pensava que era un potent afrodisíac. El raïm s'emprava per fer panses i vi. En les pintures d'algunes tombes es mostra que de vegades es plantaven parres amb pèrgoles per proporcionar ombra al jardí.
Les flors es conreaven per fer rams decoratius i per al seu ús en cerimònies religioses. Les més comunes eren la mandràgora, la margarida, el crisantem, l'anemone, la rosella i la rosa. Els estanys egipcis i els seus jaços es decoraven sovint amb lotus blancs i blaus, i amb papirs. Les plantes aromàtiques i medicinals s'utilitzaven com a ofrena i com a components de les pocions mèdiques o oferents.

### Estanys i safareigs
Els estanys i els safareigs eren una característica comuna dels jardins residencials de la classe dirigent i adinerada de l'antic Egipte, com es mostra en multitud de pintures de tombes. De vegades l'estany tenia forma de T, amb un branc connectat al riu o a un canal, com en el jardí del Temple de Hatshepsut a Deir el-Bahari. L'aigua normalment era elevada des del riu manualment o ben utilitzant un muntacàrregues o shadouf. En el seu interior es criaven peixos destinats al consum o a la decoració del mateix. També eren la llar de diverses espècies d'aus aquàtiques durant les seves migracions.
El lotus blanc i el lotus blau es conreaven amb finalitats decoratives i per al seu ús en les cerimònies religioses. Se sap que el papir es plantava en Deir el-Bahari. Més tard, durant l'ocupació persa, es va introduir el lotus rosa a Egipte.

### Ombra, color i aroma
L'ombra era un important atractiu del jardí, proporcionada pels arbres i per les parres de raïm suspeses entre columnes. Shaw i Nicholson descriuen amb relació a aquests vergers que "la sensació general seria la d'una ombra fresca, amb la fragància intensa de les flors i els arbres. Els jardins són per això un escenari habitual en les rondalles romàntiques egípcies."

## Plantes en els jardins de l'Antic Egipte

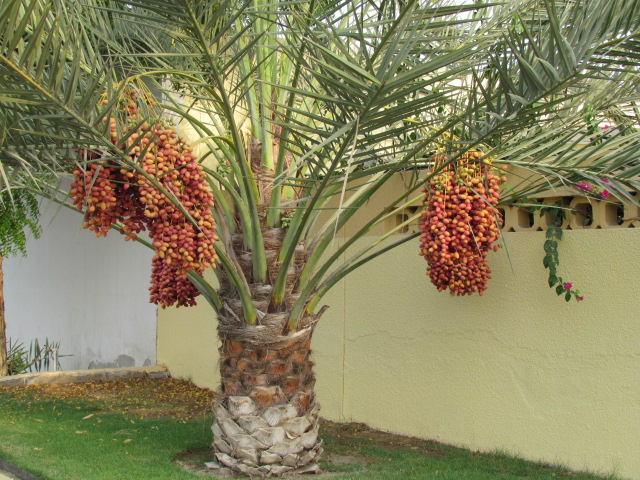
La palmera datilera, usada pels antics egipcis tant per al consum dels seus fruits com per fer vi. Els egipcis van aprendre a pol·linitzar-la manualment.
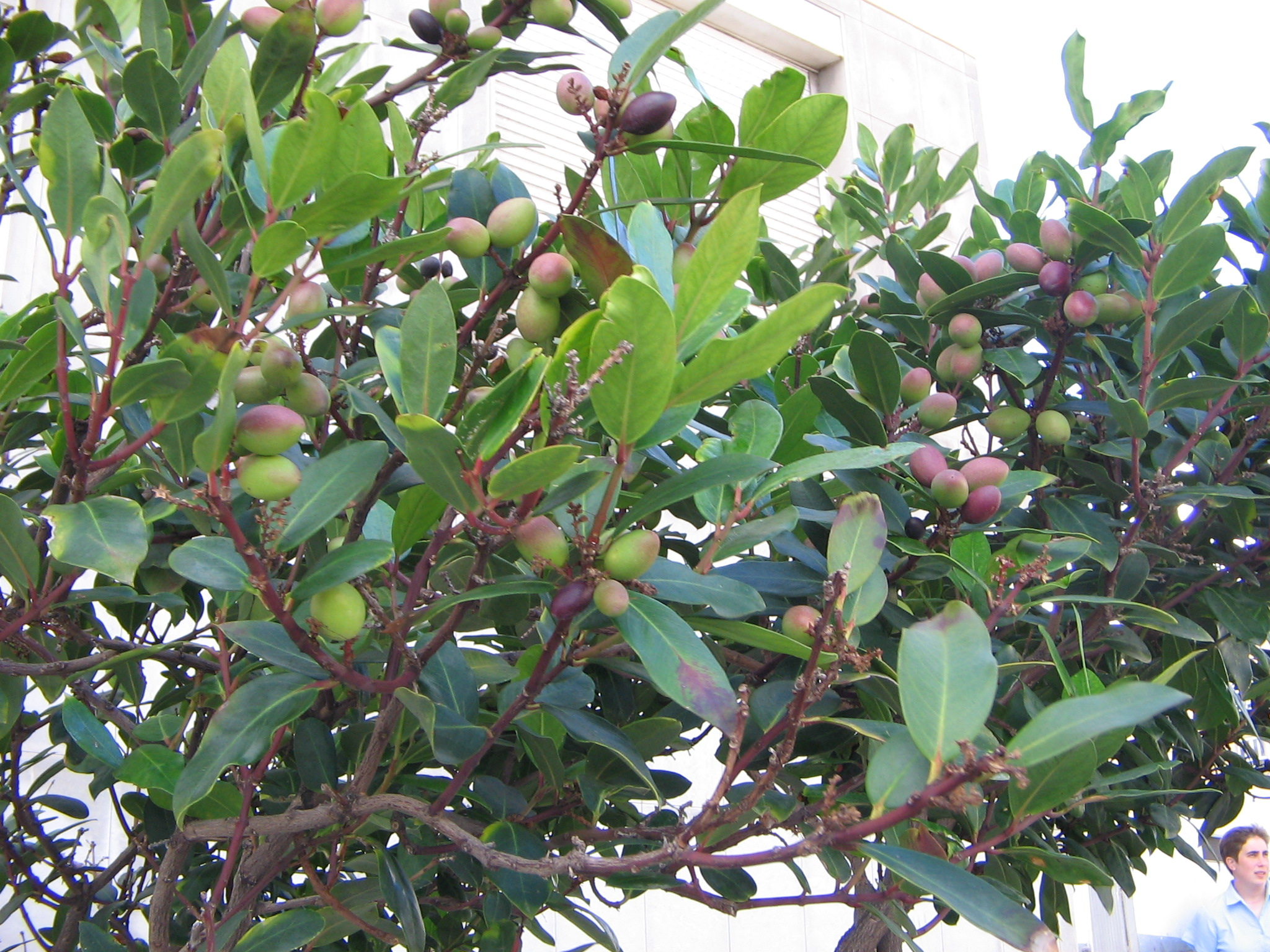
La Persea indica, de la mateixa família que l'alvocat, antigament comú a Egipte i actualment desapareguda, pot trobar-se avui dia en les Açores i a les illes Canàries.
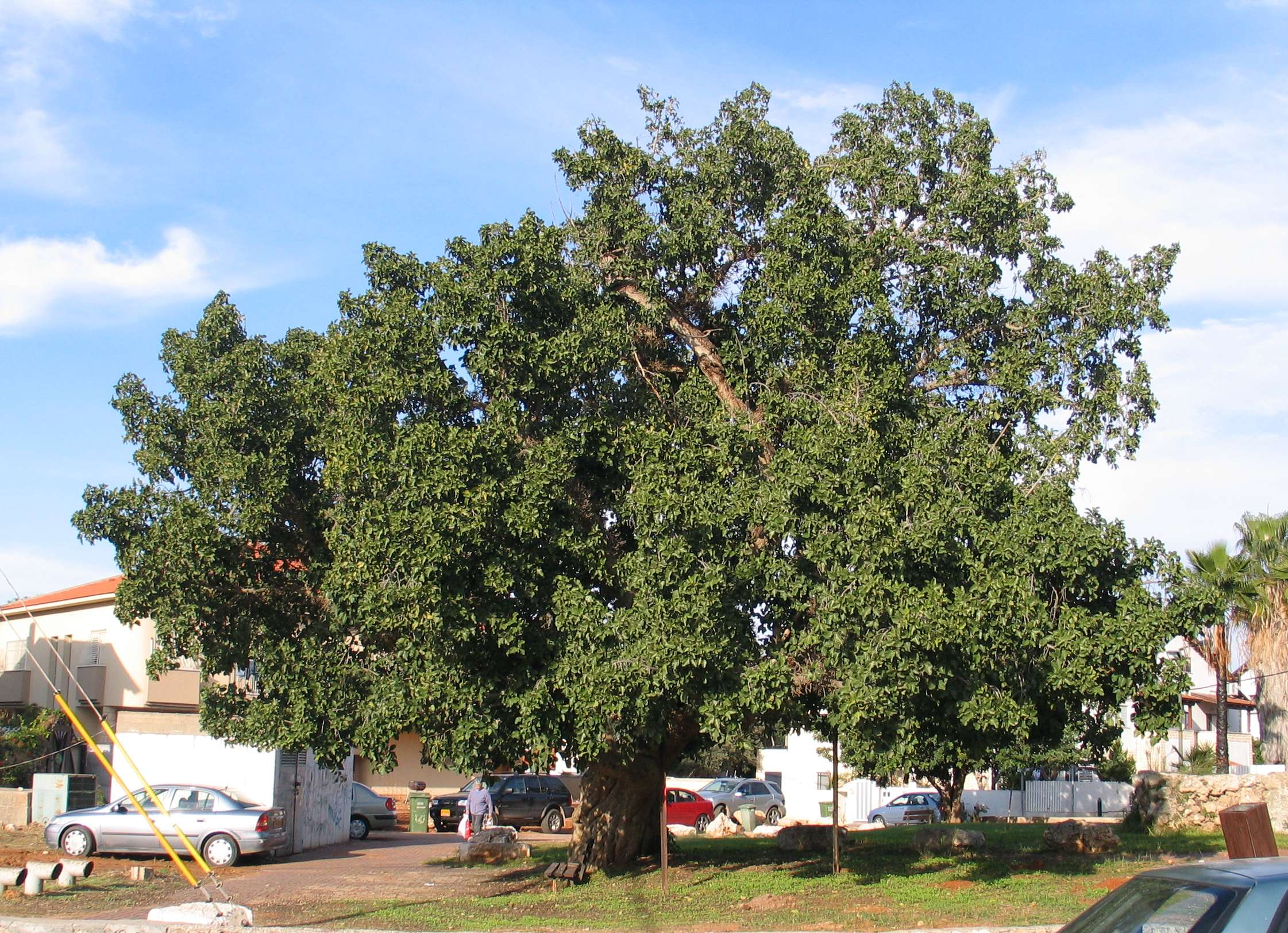
El sicòmor (Ficus sycomorus) es plantava habitualment en els temples. El seu ús era el de proporcionar ombra i la seva fusta s'emprava en la fabricació de sarcòfags per a mòmies.
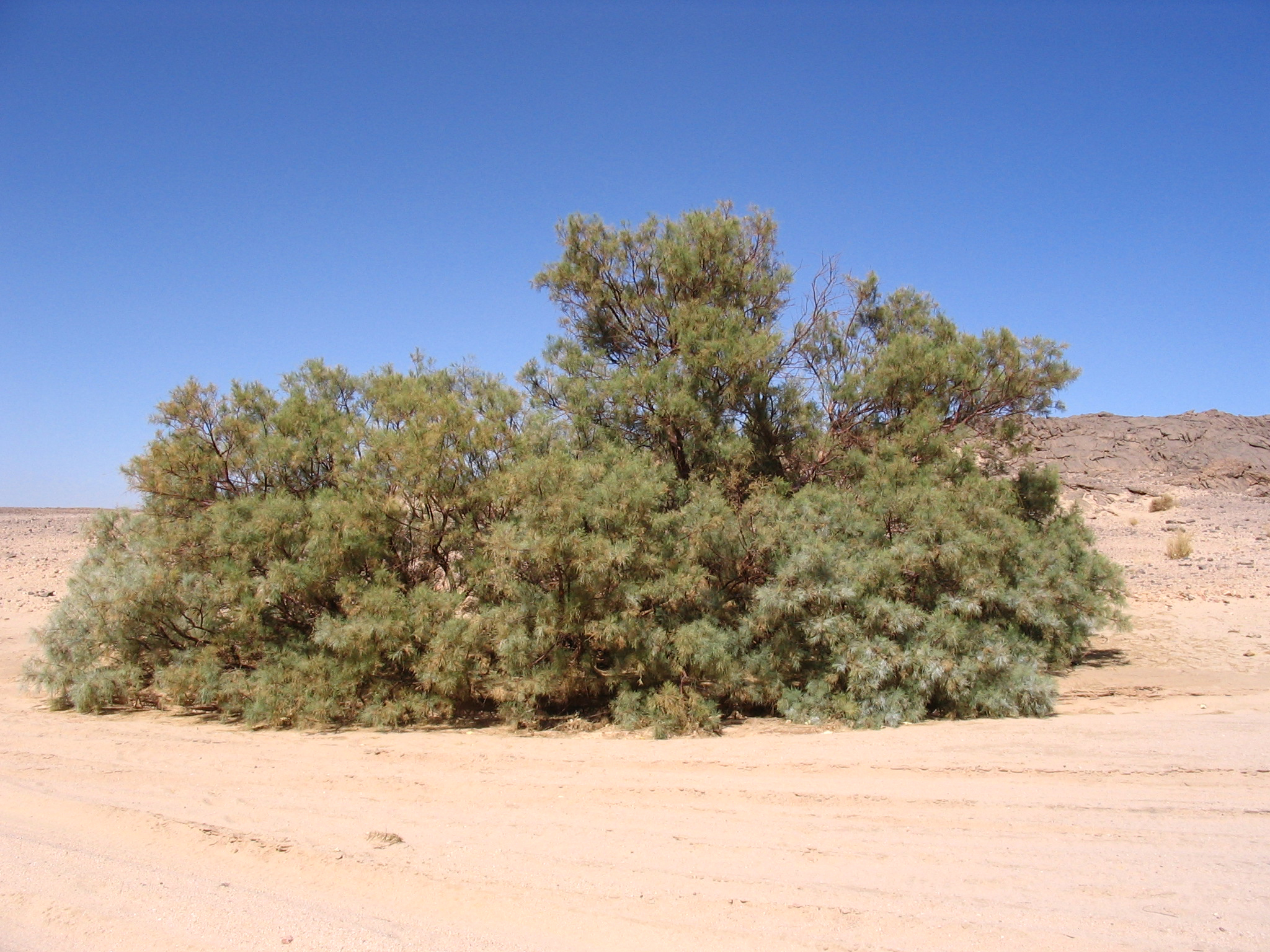
Tamariu (Tamarix), usat per proporcionar ombra.
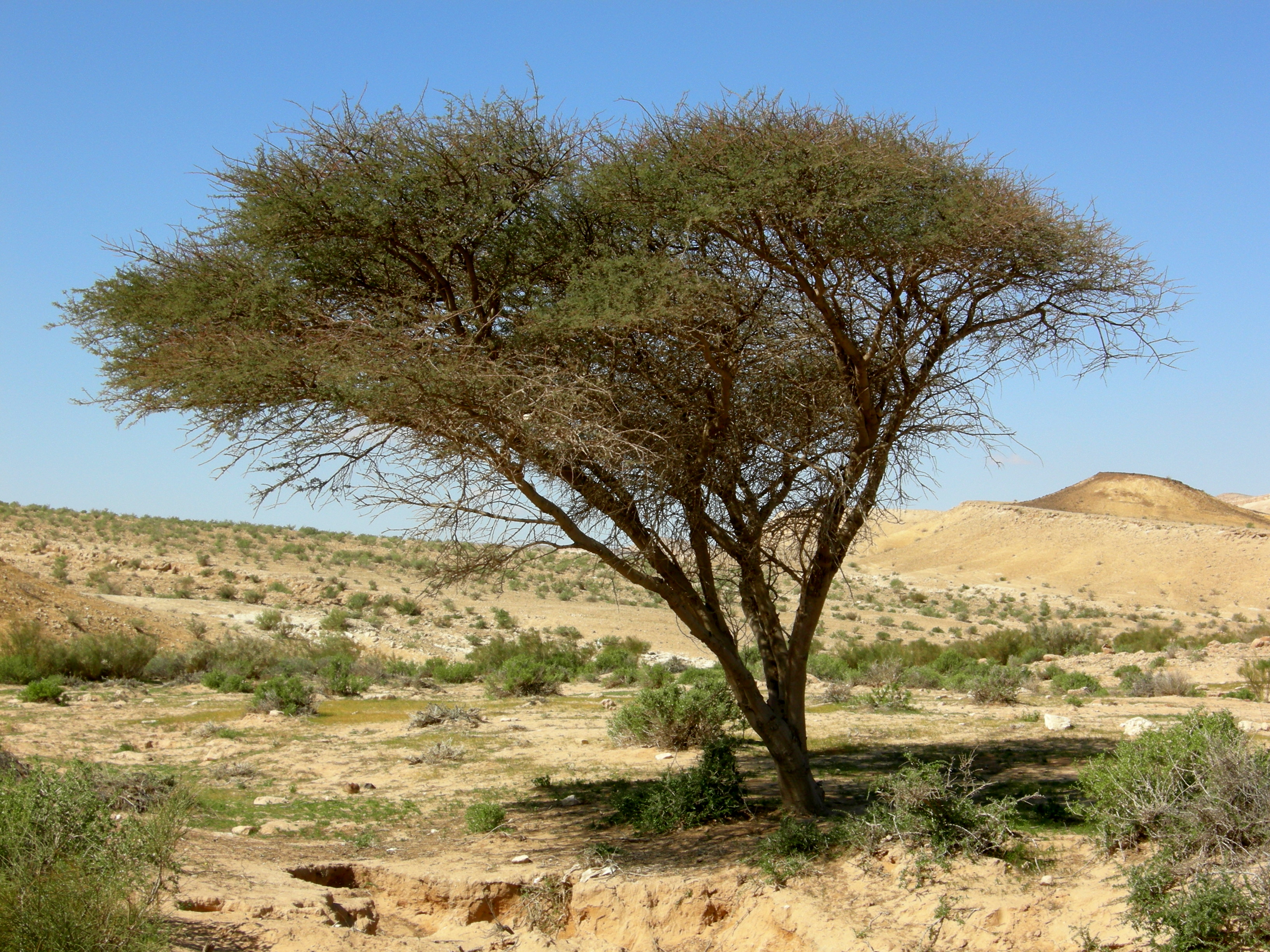
L'acàcia s'associava a Iusaaset, una deessa primigènia en la mitologia egípcia.
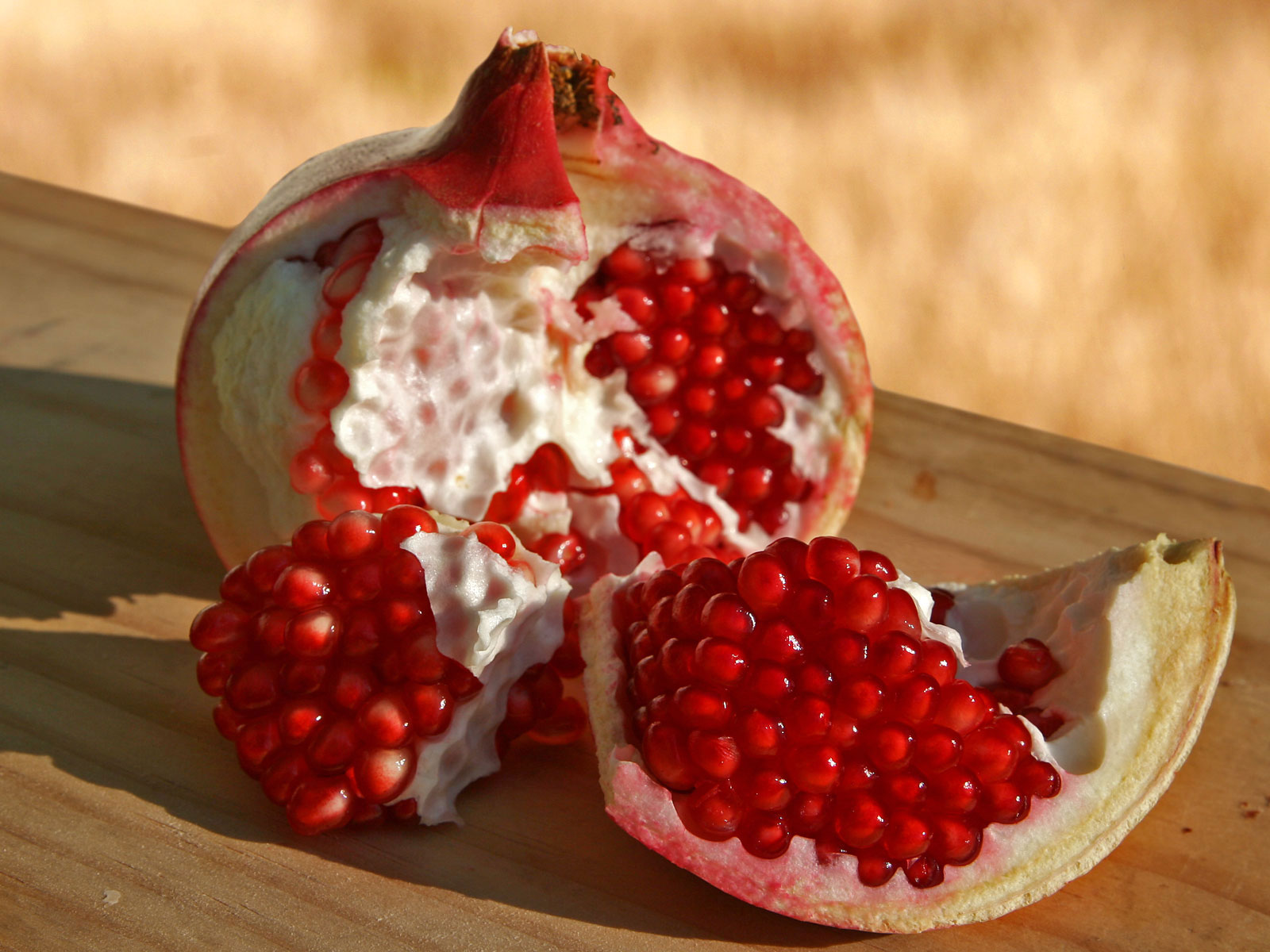
Granada o fruit del magraner, introduït durant l'Imperi Nou, usat com a medicament contra diverses infeccions de cuc solitari.
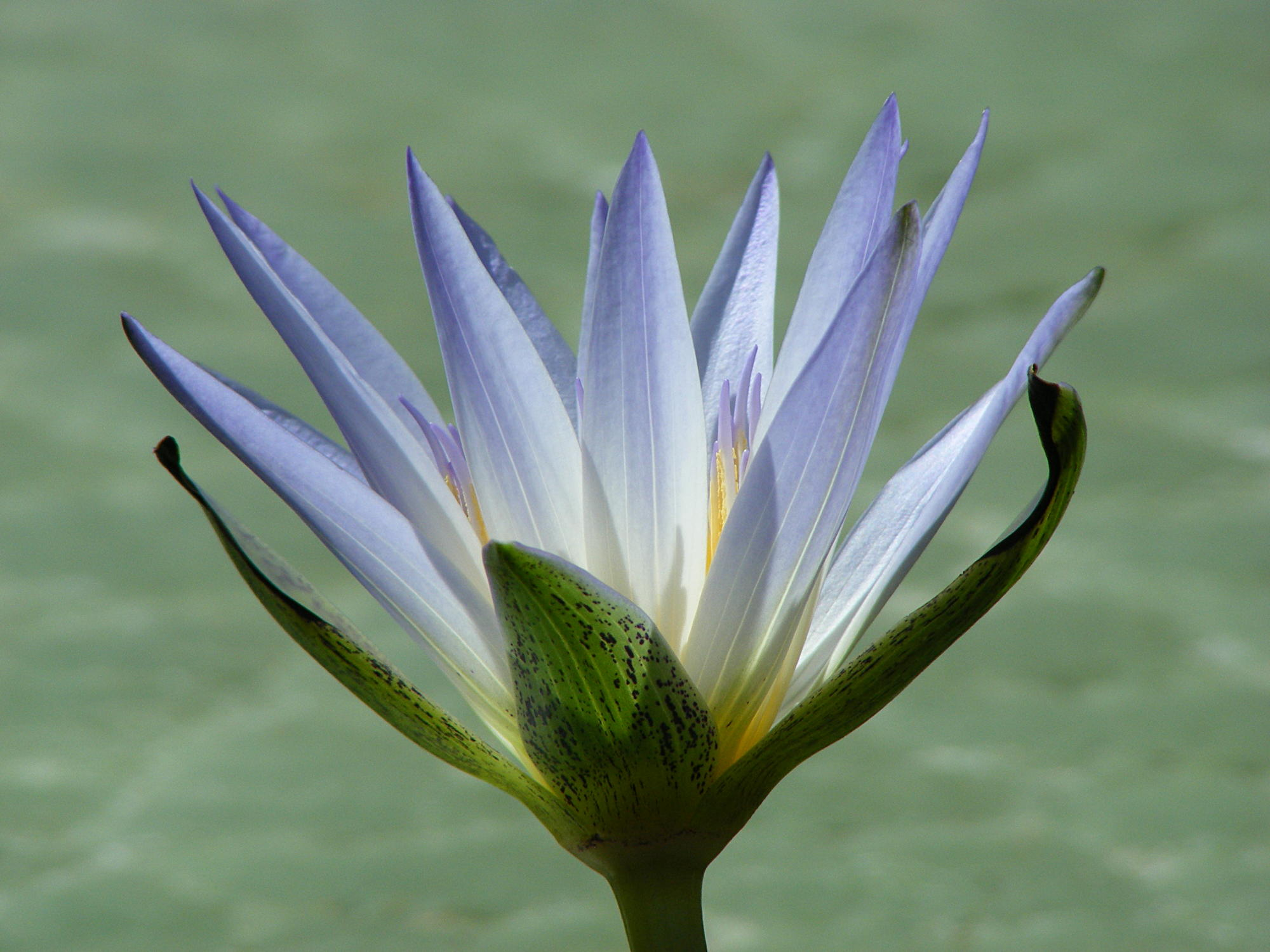
El lotus blau egipci es trobava en els estanys dels jardins.
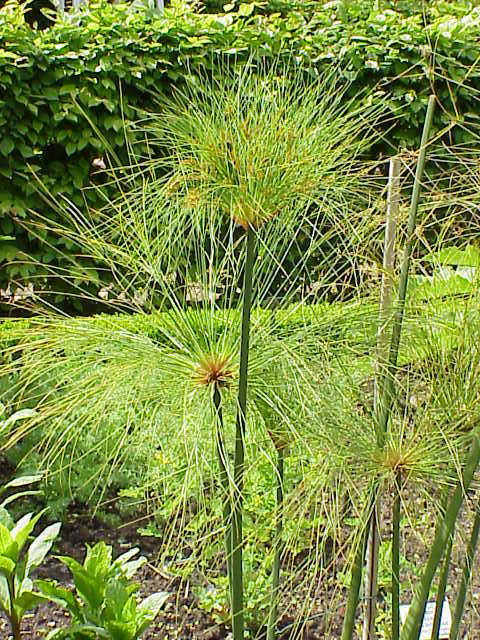
El papir (Cyperus papyrus) s'emprava com a material d'escriptura, per a la fabricació de pots i fins i tot per al seu consum.

## Galeria de jardins de l'Antic Egipte

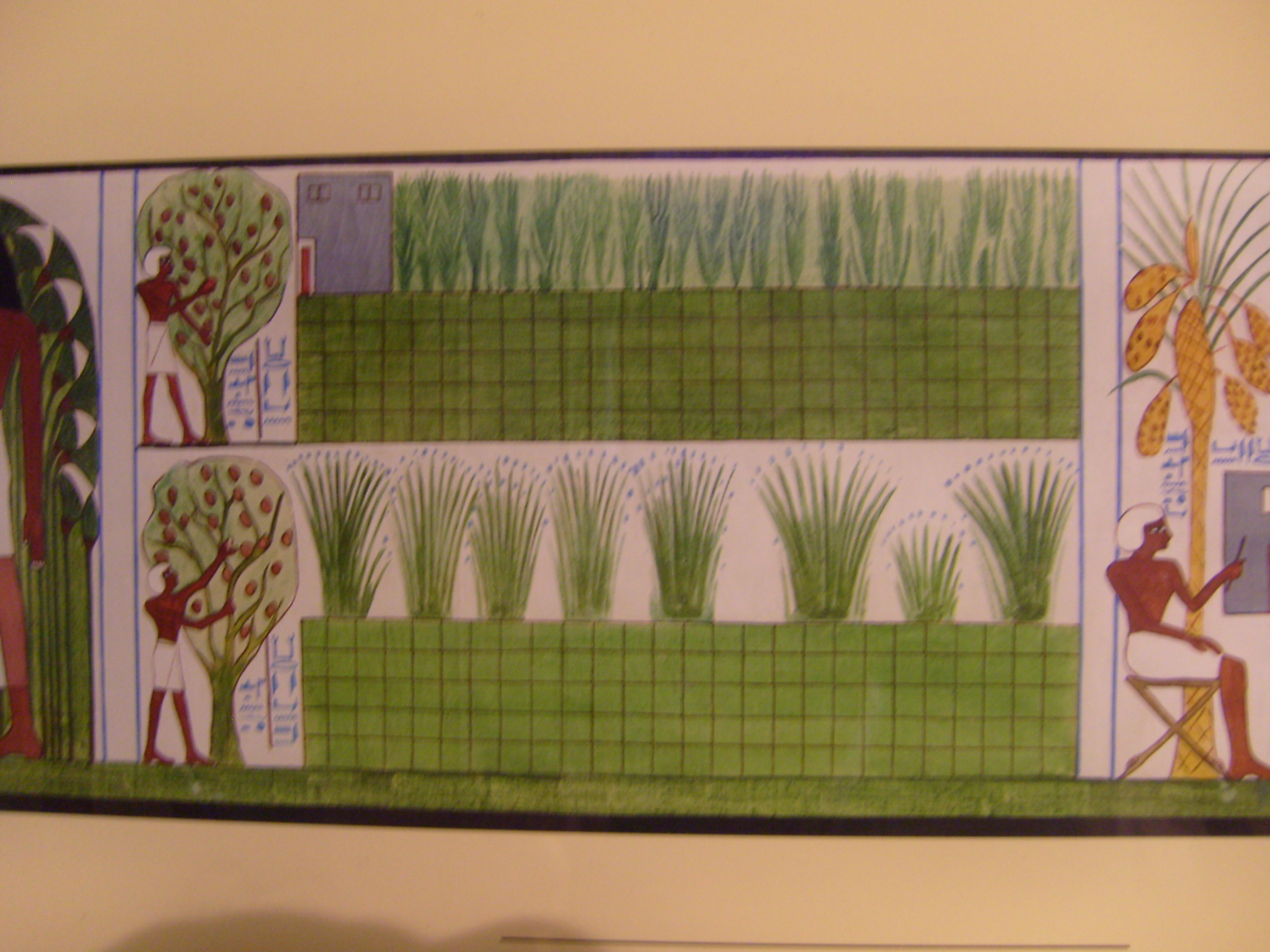
Jardins d'Amon al Temple de Karnak, pintura de la tomba de Nakh, el jardiner cap, principis del segle xiv aC. (Reals Museus d'Art i Història, Brussel·les). A l'esquerra, recol·lecció dels fruits del magraner.
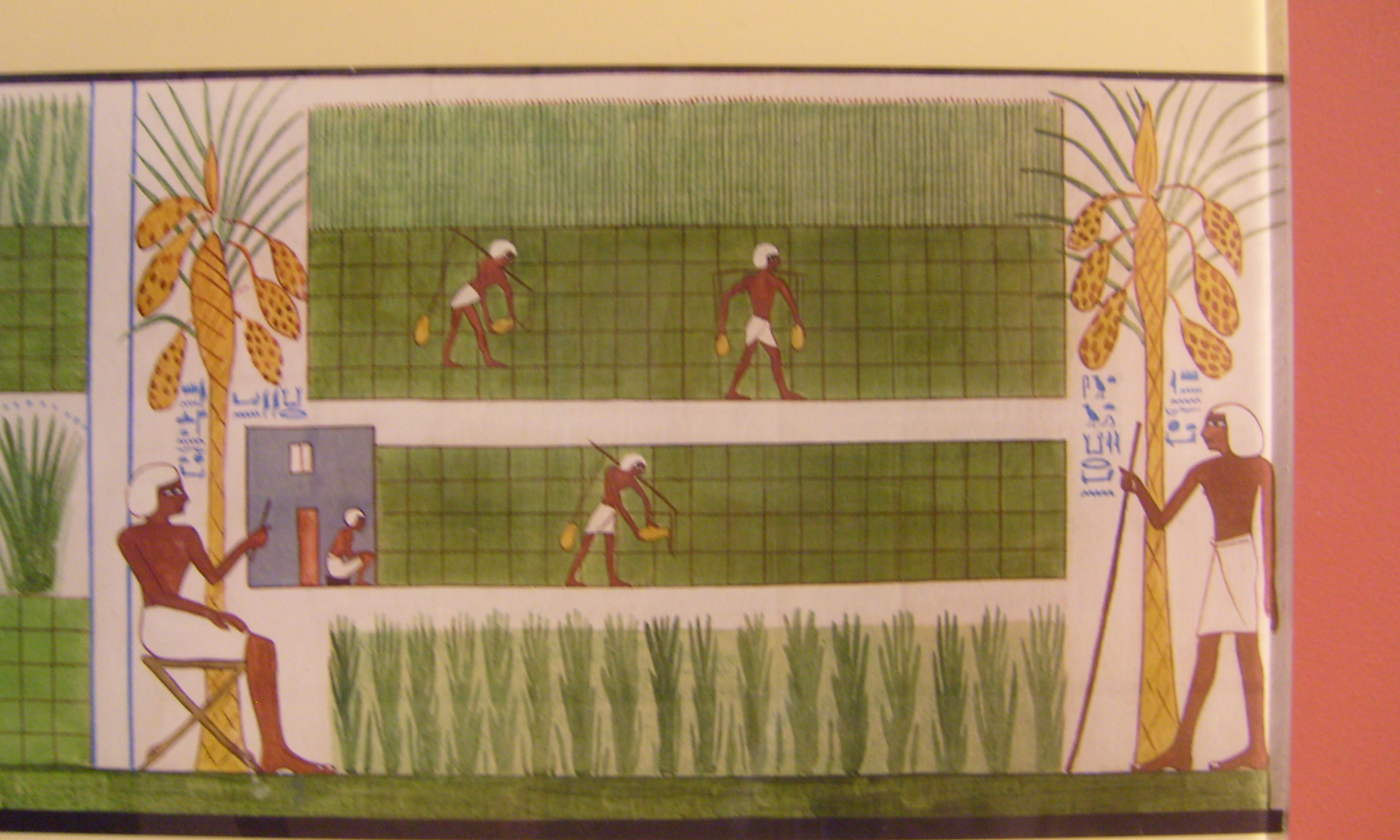
Jardins d'Amon, Karnak. Tomba de Nakh, principis del segle xiv aC.